# Gare de Saint-Yvi
La gare de Saint-Yvi est une ancienne gare ferroviaire française de la Ligne de Savenay à Landerneau, située sur le territoire de la commune de Saint-Yvi dans le département du Finistère en région Bretagne.
Mise en service en 1905, par la Compagnie du chemin de fer de Paris à Orléans (PO), elle est fermée aux voyageurs vers 1960, puis ses installations sont détruites au début des années 1990.
Une antenne GSM-R est installée à l'emplacement de l'ancienne station en 2011.

## Situation ferroviaire
Établie à 57 mètres d'altitude, la gare de Saint-Yvi est située au point kilométrique (PK) 672,050 de la ligne de Savenay à Landerneau, entre les gares de Rosporden et de Quimper.

## Histoire

### Halte voyageurs
La halte, dite aussi station, de Saint-Yvi est mise en service le 1er juillet 1905 par la Compagnie du chemin de fer de Paris à Orléans (PO), sur la section d'Auray à Quimper, entre les stations de Rosporden et Quimper. Elle n'est ouverte qu'au service des voyageurs et des bagages, ainsi qu'au transport des chiens accompagnés et des colis postaux. Les voyageurs munis de bagages doivent aider l'agent de la compagnie pour le pesage et le chargement et le déchargement du colis.
En 1924, la desserte de la station est de trois arrêts quotidiens, dans chaque sens, pour des relations de Nantes, ou Lorient, et Quimper. Le 30 juin de cette même année, Joseph Le Berre reçoit la médaille d'honneur du ministère des travaux publics pour ses trente ans de service comme cantonnier de la route 165, qui mêne à la station. 
À la fin des années 1950, la station dispose de deux quais latéraux, d'un passage de niveau planchéié pour la traversée des voies, d'un bâtiment, de base rectangulaire à trois ouvertures et une couverture à deux pans sur combles, et d'un sémaphore Lartigue pour le cantonnement des trains. De 1957 à 1960, c'est madame Piron qui est chef de halte et habite avec sa famille dans la partie du bâtiment prévue pour cette fonction. 
La station est fermée au trafic des voyageurs vers 1971 (elle est encore desservie en mai 1970 mais pas en octobre 1971). Elle est rouverte ponctuellement pour le service du cantonnement des trains entre 1975 et 1985, puis les installations sont détruites lors de l'électrification de la ligne pour l'arrivée du TGV au début des années 1990.

### Site antenne GSM-R
En 2011, une antenne de radiotéléphone GSM-R, pour les communications ferroviaires, est installée sur l'emplacement des installations de l'ancienne station et en 2015 la nouvelle station d'épuration de Saint-Yvi est construite juste en arrière des limites de l'emprise ferroviaire de l'ancienne station.

Antenne GSM-R à l'emplacement de la station
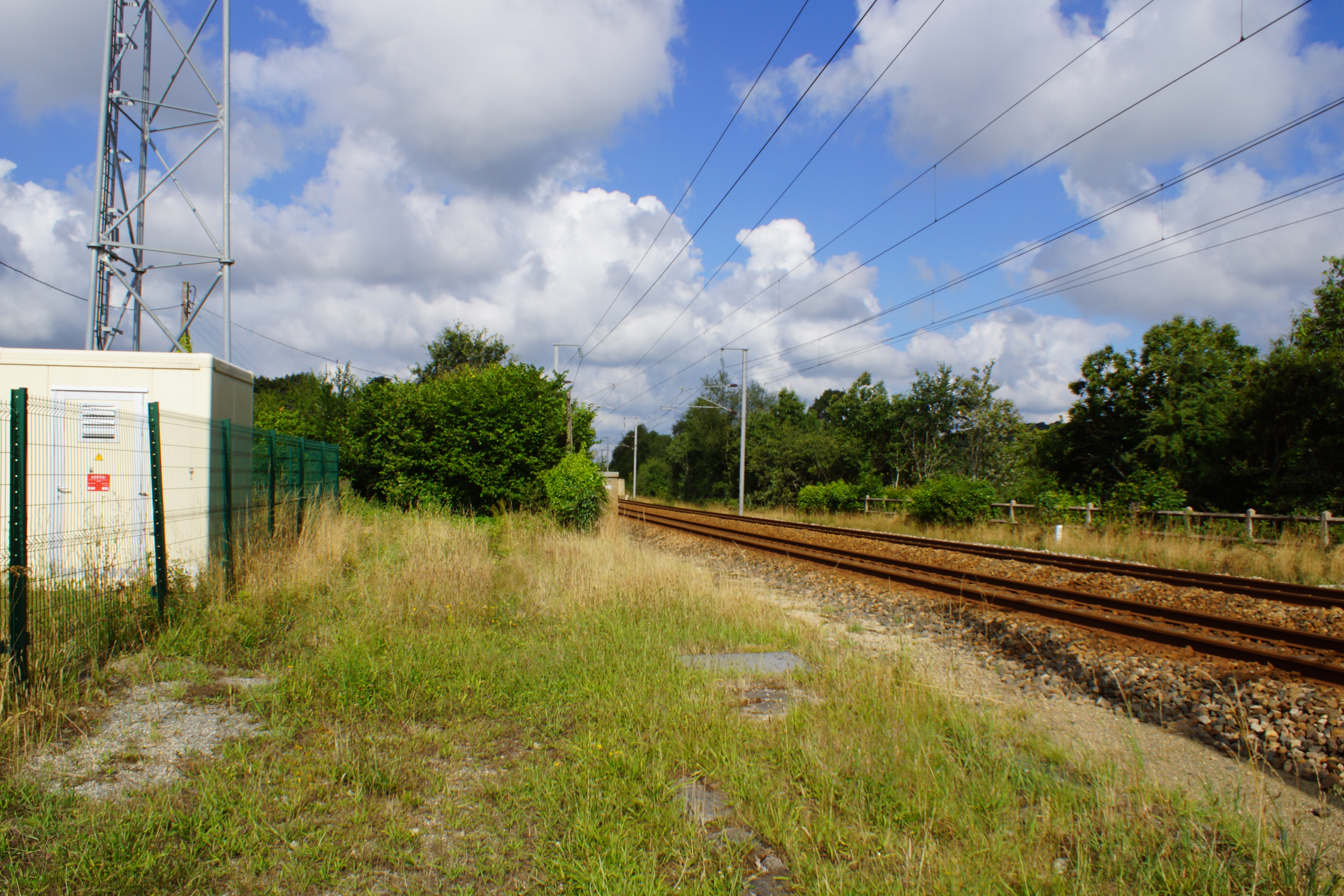
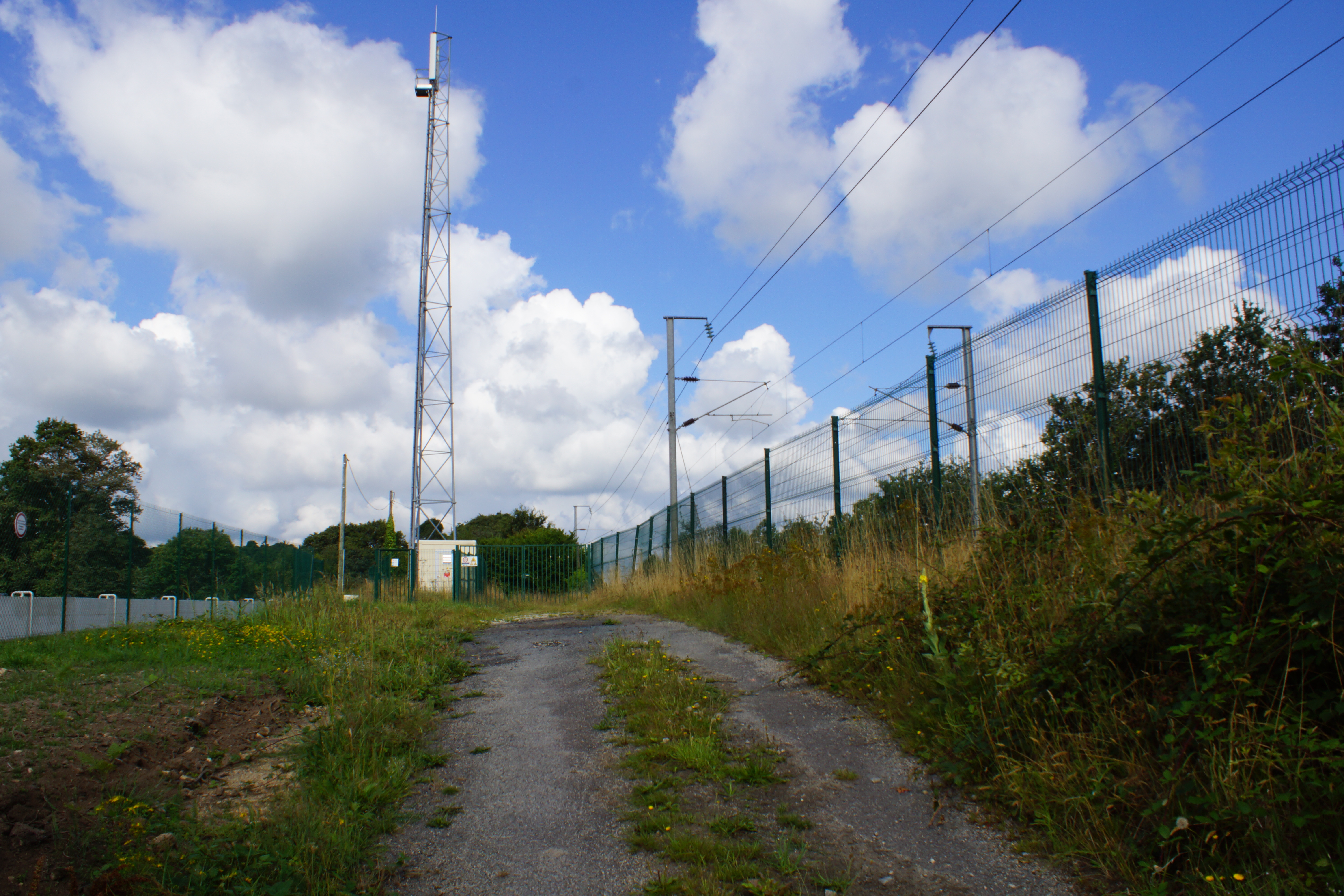